# 林英作
林 英作（はやし えいさく、1922年〈大正11年〉6月16日 - 2003年〈平成15年〉6月24日）は、日本の薬学者（有機化学）。勲等は勲三等。学位は薬学博士（東京大学・1951年）。静岡薬科大学名誉教授、社団法人日本薬学会有功会員。
東京帝国大学医学部助手、東京大学医学部助手、静岡薬科大学薬学部教授、静岡薬科大学附属図書館館長などを歴任した。

## 概要
東京府出身の有機化学を専攻する薬学者である。含窒素芳香族複素環式化合物の研究に従事し、特に芳香族ジアジン類の研究で知られている。東京帝国大学、東京大学、静岡薬科大学、といった教育・研究機関で教鞭を執った。

## 来歴

### 生い立ち
1922年（大正11年）6月16日、東京府にて生まれた。東京府により設置・運営される旧制の府立高等学校に進学し、理科の甲類にて学んだ。太平洋戦争勃発後の1942年（昭和17年）に府立高等学校を卒業した。薬学の道に進みたいと考え、国が設置・運営する東京帝国大学に進学し、医学部の薬学科にて学んだ。1944年（昭和19年）9月、東京帝国大学を卒業した。それに伴い、薬学士の称号を取得した。なお、1951年（昭和26年）11月になって、東京大学より薬学博士の学位を授与されている。

### 薬学者として
1944年（昭和19年）9月、母校である東京帝国大学に採用され、医学部の副手として着任した。医学部においては、主として薬学科の講義に携わった。太平洋戦争終結後も引き続き東京帝国大学に勤務しており、1946年（昭和21年）には医学部の助手に昇任した。1950年（昭和25年）9月には、国が設置・運営する東京大学の医学部にて助手に就任した。しかし、結核に罹患していたことから、その治療のため1950年（昭和25年）10月に退職した。
その後、静岡県により設置・運営される静岡薬科大学に採用され、1955年（昭和30年）2月に薬学部の助教授として着任した。薬学部においては、主として薬学科の講義を担当した。1955年（昭和30年）11月には薬学部の教授に昇任した。薬学部においては、主として薬学科の講義を担当し、薬化学教室を主宰した。また、静岡薬科大学の大学院に薬学研究科が設置されることになり、1962年（昭和37年）よりそちらの教授も兼務した。薬学研究科においては、主として薬学専攻の講義を担当した。学内では要職を歴任しており、1967年（昭和42年）から5年にわたって附属図書館の館長を兼務していた。また、さまざまな公職も兼任しており、1970年（昭和45年）からは文部省の審議会等である学術審議会にて専門委員を兼任していた。健康上の理由により、1985年（昭和60年）3月に静岡薬科大学を退職した。
これまでの功績により、1985年（昭和60年）4月に静岡薬科大学から名誉教授の称号が授与された。静岡薬科大学が静岡女子大学や静岡女子短期大学と統合されて静岡県立大学が発足すると、以降は静岡県立大学の名誉教授として遇された。社団法人である日本薬学会からは、有功会員の称号が授与された。また、1997年（平成9年）4月には勲三等旭日中綬章が授与されている。2003年（平成15年）6月24日に死去した。

## 研究
専門は薬学であり、特に有機化学などの分野に関する研究に従事していた。含窒素芳香族複素環式化合物の研究に取り組み、化学合成手法や制癌剤の開発など幅広く影響を与えた。薬学者である落合英二の流れを汲み、含窒素芳香族複素環式化合物であるN-オキシドの研究を重ねていた。芳香族ジアジン類の研究は高く評価されており、化学者の木村榮一は林について「特に『芳香族ジアジン類の化学』への貢献ははかりしれません」と評したうえで「薬学教育、研究人材の育成、大学の運営に多くの功績を残されました」としている。
これらの研究業績に対しては、多くの学術賞が授与されている。1955年（昭和30年）4月には鈴木梅太郎賞を受賞した。1964年（昭和39年）には知恩会斉藤奨励金の一般賞を授与され、1980年（昭和55年）5月には特別賞を授与された。「含窒素芳香複素環化合物、とくにQuinazolineおよびQuinoxalineに関する研究」が評価され、1966年（昭和41年）10月24日には日本薬学会学術賞と武田賞を同時に受賞した。
学術団体としては日本薬学会などに所属していた。日本薬学会においては、1965年（昭和40年）と1966年（昭和41年）には評議員、1967年（昭和42年）、1970年（昭和45年）、および、1971年（昭和46年）には理事を務めた。また、日本薬学会の東海支部においては、1970年（昭和45年）に支部長を務めた。

## 人物
自身が主宰する研究室にてコンパや旅行が開催されると、必ず出席していたという。12月のクリスマスコンパは恒例となっており、学生たちと徹夜で酒を酌み交わして語り合い、将棋やマージャンに興じていた。

## 門下生
- 大石悦男[2]

## 略歴
- 1922年 - 東京府にて誕生[1]。
- 1942年 - 府立高等学校理科卒業[3]。
- 1944年 - 東京帝国大学医学部卒業[1]。
- 1944年 - 東京帝国大学医学部副手[1]。
- 1946年 - 東京帝国大学医学部助手[3][† 7]。
- 1950年 - 東京大学医学部助手[1][† 7]。
- 1950年 - 東京大学退職[3]。
- 1955年 - 静岡薬科大学薬学部助教授[1][3]。
- 1955年 - 静岡薬科大学薬学部教授[1][3]。
- 1962年 - 静岡薬科大学大学院薬学研究科教授[3]。
- 1965年 - 日本薬学会評議員[3]。
- 1966年 - 日本薬学会評議員[3]。
- 1967年 - 静岡薬科大学附属図書館館長[3]。
- 1967年 - 日本薬学会理事[3]。
- 1970年 - 文部省学術審議会専門委員[3]。
- 1970年 - 日本薬学会理事[3]。
- 1970年 - 日本薬学会東海支部支部長[3]。
- 1971年 - 日本薬学会理事[3]。
- 1985年 - 静岡薬科大学退職[3]。
- 1985年 - 静岡薬科大学名誉教授[1][3]。
- 2003年 - 死去[1]。

## 賞歴
- 1955年 - 鈴木梅太郎賞[1]。
- 1964年 - 知恩会斉藤奨励金一般賞[3][† 11]。
- 1966年 - 日本薬学会学術賞[5]。
- 1966年 - 武田賞[5]。
- 1980年 - 知恩会斉藤奨励金特別賞[1][† 11]。

## 栄典
- 1997年 - 勲三等旭日中綬章[1]。

## 著作

### 共著
- 林英作・奥田重信著『有機薬化学』下巻、医学書院、1963年。全国書誌番号:52001927

### 寄稿、分担執筆、等
- 静岡薬科大学編『静岡薬科大学開学5週年記念論文集』静岡薬科大学、1958年。全国書誌番号:59003297
- 静岡薬科大学編『静岡薬科大学開学十周年記念論文集』静岡薬科大学、1963年。全国書誌番号:77009205
- 静岡薬科大学編『静岡薬科大学開学二十周年記念論文集』静岡薬科大学、1973年。全国書誌番号:77009206

### 註釈
1. ↑  東京府は、1943年に東京都に移行した。
2. ↑  府立高等学校は、1943年に都立高等学校に改組された。
3. ↑  木村榮一による「有功会員林英作先生のご逝去を悼む」には「東京府立高等学校」[3]と表記されているが、これは俗称である。当時の正式な校名は「府立高等学校」である。
4. ↑  東京帝国大学は、1947年に東京大学に改組された。
5. ↑  薬学士の称号は、1991年7月1日以降の学士（薬学）の学位に相当する。
6. ↑  薬学博士の学位は、1991年7月1日以降の博士（薬学）の学位に相当する。
7. 1 2 3 4  木村榮一による「有功会員林英作先生のご逝去を悼む」には「東京帝国大学医学部薬学科に入学、昭和19年に卒業されました。同年東京帝国大学医学部薬学科副手、同21年助手となりました」[3]と記載されている。一方、『ファルマシア』の「故林英作氏の略歴」には「昭和19年9月　東京帝国大学医学部薬学科卒業」[1]「昭和19年9月　東京帝国大学医学部副手」[1]「昭和25年9月　東京帝国大学医学部助手」[1]と記載されている。ただし、東京帝国大学は1947年（昭和22年）に東京大学となっている。
8. ↑  静岡薬科大学は、静岡女子大学、静岡女子短期大学と統合され、1987年に静岡県立大学が設置された。
9. ↑  文部省は、科学技術庁と統合され、2001年に文部科学省が設置された。
10. ↑  社団法人日本薬学会は、2011年に公益社団法人日本薬学会に改組された。
11. 1 2 3 4  木村榮一による「有功会員林英作先生のご逝去を悼む」には「同39年知恩会斎藤奨励金一般賞、同55年同会特別賞を受賞されました」[3]と記載されている。一方、『ファルマシア』の「故林英作氏の略歴」には「昭和55年5月　斉藤奨学金特別賞受賞」[1]と記載されている。

## 関連人物
- 落合英二 (薬学者)
- 木村栄一 (化学者)